# زبان مقدونی باستان
زبان مقدونی باستان زبان مقدونیان باستان بود که در هزارهٔ اول پیش از میلاد در مقدونیه باستان بدان سخن گفته می‌شد. این زبان، زبان مستقلی هلنی‌تبار یا گویشی از زبان یونانی باستان و از خانواده زبان‌های هندواروپایی بود. این زبان به تدریج طی قرن چهارم قبل از میلاد توسط یونانی اتیک (گویشی از یونانی باستان و پایه و اساس یونانی کوینه) که اشرافیان مقدونی از آن استفاده می‌کردند، به حاشیه رانده شد و از بین رفت.
کتیبه‌های دولتی و خصوصی که در مقدونیه باقی مانده‌است، حاکی از آن است که در مقدونیه باستان جز یونانی باستان، هیچ زبان نوشتاری وجود نداشته‌است. سنگ‌نبشته‌های اخیری که در مقدونیه یونان کشف شده‌اند نشان می‌دهند احتمالاً مقدونی باستان زبان‌گونه‌ای از گویش شمال غربی یونانی باستان بود. البته شواهد دیگر زبان‌شناسی نشان می‌دهد که اگرچه یونانی باستان زبان ادبی بود، مقدونی باستان یک زبان جداگانه بود هرچند به هم نزدیک بودند.